# Galactia savannarum
Galactia savannarum är en ärtväxtart som beskrevs av Nathaniel Lord Britton. Galactia savannarum ingår i släktet Galactia och familjen ärtväxter. Inga underarter finns listade i Catalogue of Life.